# Mario Moglia
Mario Moglia (Bedonia, 17 dicembre 1915 – Viganello, 9 marzo 1986) è stato un pittore svizzero-italiano.

## Biografia
Nato in provincia di Parma, la sua famiglia si trasferisce in Canton Ticino quando lui aveva solo 3 anni.
Espone nelle maggiori città italiane e svizzere. Realizza affreschi in numerosi edifici del luganese e fra il 1943 ed il 1972 lavora anche come restauratore in una ventina di chiese ed oratori, agendo soprattutto su antichi affreschi.